# Westlicher Torturm (Pöttmes)

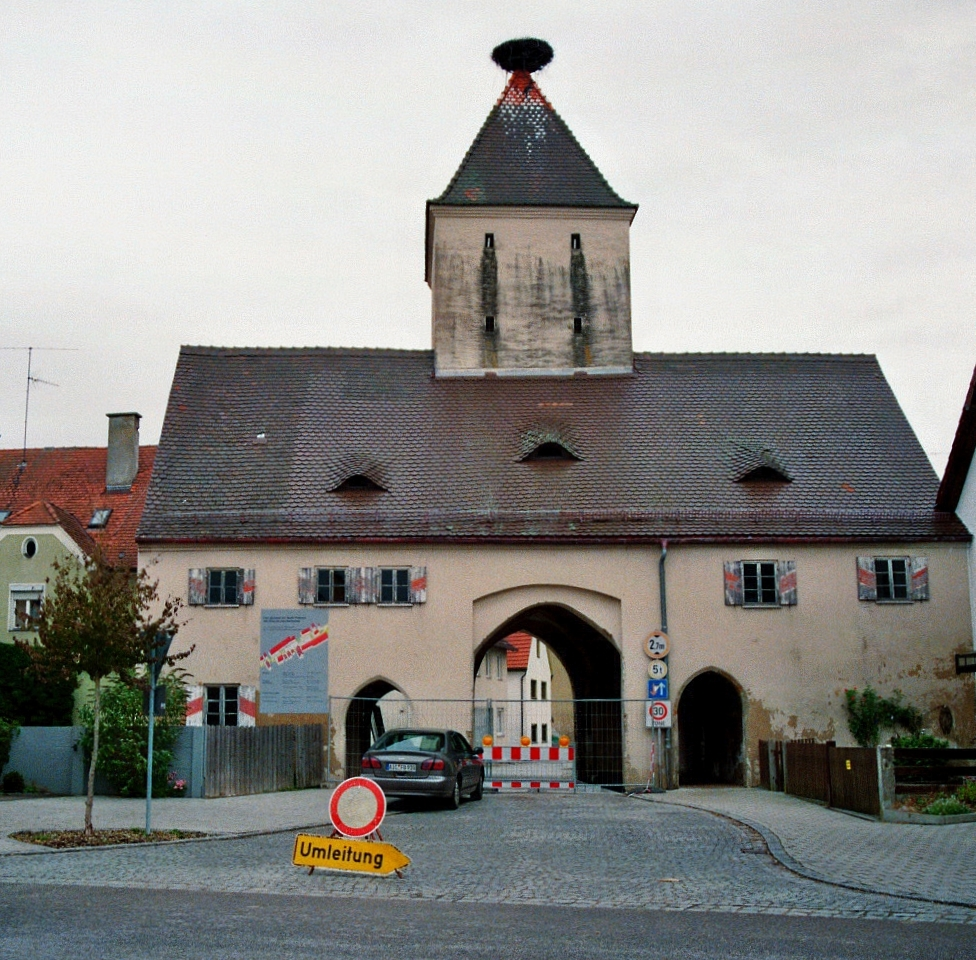
Westlicher Torturm in Pöttmes

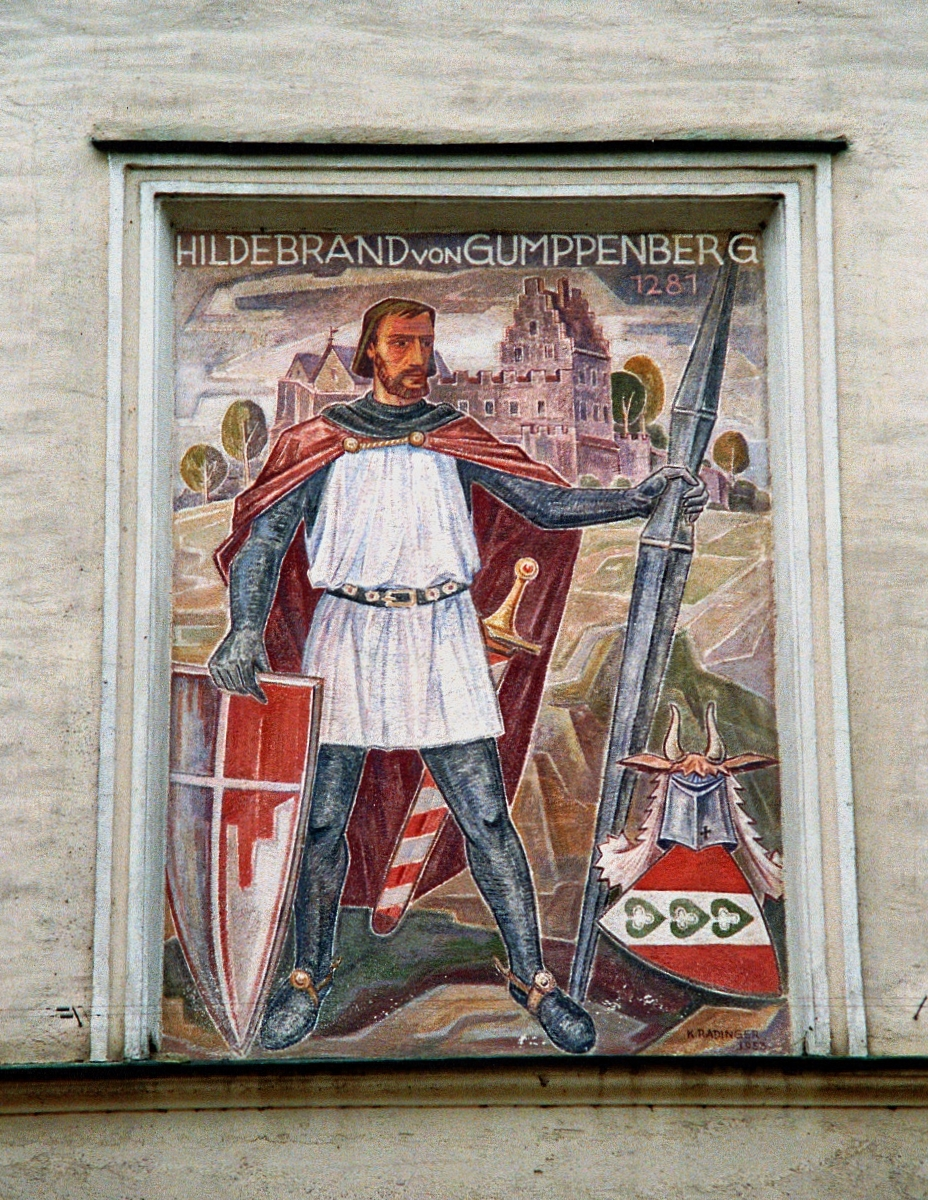
Fresko des Hildebrand von Vohburg

Der Westliche Torturm in Pöttmes, einer Marktgemeinde im schwäbischen Landkreis Aichach-Friedberg, wurde im 15. Jahrhundert errichtet. Der Torturm am Marktplatz 42 ist ein geschütztes Baudenkmal.
Der Torturm mit Zeltdach und spitzbogiger Durchfahrt hat anschließende Flügelbauten mit Satteldächer. Die Gestalt des Turmes und die Dimensionen der Flügelbauten entsprechen noch dem bauzeitlichen Zustand des 15. Jahrhunderts.
An der Innenseite befindet sich über der Durchfahrt ein 1953 von Karl Radinger (1912–1966) gemaltes Fresko des Stammvaters der Familie von Gumppenberg, Hildebrand von Vohburg, der vor dem Schloss auf dem Gumppenberg steht.